# Gabriel Ferretti
Pour les articles homonymes, voir Ferretti.
Gabriel Ferretti, né à Ancône, États pontificaux en 1385 et mort à dans la même ville le 12 novembre 1456, est un franciscain italien du XVe siècle saint patron de la ville d'Ancône. 

## Biographie
Issu d'une famille noble et fortunée de la région des Marches dans l'actuelle Italie, à 18 ans il prit la radicale décision de renoncer à sa fortune et à ses titres pour se faire franciscain. Philosophe et théologien il devient en 1425 gardien du couvent d'Ancône et, en 1434, vicaire provincial de la province franciscaine de la région. L'Ordre franciscain est alors en plein essor. Il aide ainsi à la fondation de nombreux nouveaux couvents dont ceux de Santa Maria delle Grazie à San Severino Marche, San Nicolò à Ascoli Piceno et Santissima Annunziata à Osimo.
Désireux partir en mission à la fin de son mandat comme vicaire provincial (il est pressenti par la mission en actuelle Bosnie), il est contraint de revenir à Ancône sur ordre du pape Eugène IV, le pape lui-même ayant cédé aux demandes pressentes du conseil municipal d'Ancône ne voulant pas voir partir un homme dont la réputation de sainteté était déjà faite de son vivant. Il passe le reste de sa vie dans sa ville natale impressionnant par son humilité et sa piété. On dit de lui qu'il avait de fréquentes visions de la Vierge et que ses prières de guérison étaient « efficaces ».

## Vénération
Gabriel Ferretti a été béatifié le 19 septembre 1753 par le pape Benoît XIV. Il est fêté le 9 novembre.

### Biographie
- (it) Giulio Mencarelli. L'angelo di Ancona - Vita del beato Gabriele Ferretti. Ancona, 2004.
- (it) Stanislao Melchiorri. La leggenda del Beato Gabriele. Ancona, 1844.